# Cariblatta
Cariblatta är ett släkte av kackerlackor. Cariblatta ingår i familjen småkackerlackor.

## Dottertaxa tillCariblatta, i alfabetisk ordning[1]
- Cariblatta acreana
- Cariblatta advena
- Cariblatta aediculata
- Cariblatta antiguensis
- Cariblatta baiana
- Cariblatta binodosa
- Cariblatta bistylata
- Cariblatta cacauensis
- Cariblatta carioca
- Cariblatta craticula
- Cariblatta cruenta
- Cariblatta cryptobia
- Cariblatta cuprea
- Cariblatta delicatula
- Cariblatta elongata
- Cariblatta exquisita
- Cariblatta faticana
- Cariblatta fossicauda
- Cariblatta glochis
- Cariblatta gruneri
- Cariblatta guadeloupensis
- Cariblatta hebardi
- Cariblatta hylaea
- Cariblatta icarus
- Cariblatta igarapensis
- Cariblatta imitans
- Cariblatta imitatrix
- Cariblatta inexpectata
- Cariblatta insignis
- Cariblatta insularis
- Cariblatta islacolonis
- Cariblatta itapetinguensis
- Cariblatta jamaicensis
- Cariblatta landalei
- Cariblatta leucops
- Cariblatta lutea
- Cariblatta magnifica
- Cariblatta matogrossensis
- Cariblatta mesembrina
- Cariblatta mineira
- Cariblatta mosela
- Cariblatta nebulicola
- Cariblatta neocacauensis
- Cariblatta neopunctipennis
- Cariblatta nigra
- Cariblatta orestera
- Cariblatta pernambucana
- Cariblatta personata
- Cariblatta picturata
- Cariblatta plagia
- Cariblatta prima
- Cariblatta punctipennis
- Cariblatta reticulosa
- Cariblatta rustica
- Cariblatta seabrai
- Cariblatta silvicola
- Cariblatta spinicauda
- Cariblatta spinostylata
- Cariblatta stenophrys
- Cariblatta tobagensis
- Cariblatta unguiculata
- Cariblatta ungulata
- Cariblatta unica
- Cariblatta unystilata
- Cariblatta varia
- Cariblatta venezuelana
- Cariblatta vera
- Cariblatta virgulina